# پایگاه دریایی روزولت رودز
پایگاه دریایی روزولت رودز (به انگلیسی: Roosevelt Roads Naval Station) (به زبان بومی: Department of United States Navy) یک فرودگاه نظامی با کد یاتا JNR است که یک باند فرود بتن دارد و طول باند آن ۳۳۵۲٫۸ متر است. این فرودگاه در کشور ایالات متحده آمریکا قرار دارد و در ارتفاع ۱۱٫۵۸ متر بالاتر از سطح دریا واقع شده است.